# University of Nebraska-Lincoln Women's Volleyball 2018
Questa voce raccoglie le informazioni riguardanti la University of Nebraska-Lincoln Women's Volleyball nella stagione 2018.

## Organigramma societario
Area direttiva
- Presidente: William H. Moos

Area organizzativa
- Direttore delle operazioni: Lindsay Peterson

Area tecnica
- Allenatore: John Cook
- Secondo allenatore: Kayla Banwarth, Jaylen Reyes

## Rosa
| N° | Nome                 | Ruolo | Data di nascita   | Nazionalità sportiva | Anno      |
| -- | -------------------- | ----- | ----------------- | -------------------- | --------- |
| 1  | Nicklin Hames        | P     | 18 gennaio 2000   | Stati Uniti          | Freshman  |
| 2  | Mikaela Foecke       | S     | 22 febbraio 1997  | Stati Uniti          | Senior    |
| 3  | Megan Miller         | L     | 11 febbraio 2000  | Stati Uniti          | Freshman  |
| 4  | Sami Slaughter       | S     | 8 settembre 1998  | Stati Uniti          | Sophomore |
| 5  | Anezka Szabo         | S     | 1º luglio 1999    | Stati Uniti          | Sophomore |
| 6  | Chen Abramovich      | L     | 21 aprile 1998    | Israele              | Freshman  |
| 7  | Marie Kurková        | P     | 20 maggio 1996    | Rep. Ceca            | Freshman  |
| 8  | Brooke Smith         | L     | 12 giugno 1997    | Stati Uniti          | Sophomore |
| 9  | Capri Davis          | S     | 29 marzo 2000     | Stati Uniti          | Freshman  |
| 10 | Alexis Sun           | S     | 19 settembre 1998 | Stati Uniti          | Sophomore |
| 11 | Kenzie Maloney       | L     | 30 luglio 1997    | Stati Uniti          | Senior    |
| 12 | Jzanasia Sweet       | S     | 19 maggio 1999    | Stati Uniti          | Sophomore |
| 25 | Callie Schwarzenbach | C     | 25 agosto 1999    | Stati Uniti          | Freshman  |
| 26 | Lauren Stivrins      | C     | 26 maggio 1998    | Stati Uniti          | Sophomore |
| 43 | Hayley Densberger    | L     | 10 agosto 1999    | Stati Uniti          | Sophomore |

## Mercato
| Acquisti | Acquisti             | Acquisti             | Acquisti   |
| R.       | Nome                 | da                   | Modalità   |
| -------- | -------------------- | -------------------- | ---------- |
| P        | Nicklin Hames        | Webb School          | definitivo |
| L        | Megan Miller         | Alexandria Monroe HS | definitivo |
| L        | Chen Abramovich      | Hapoël Kfar Saba     | definitivo |
| P        | Marie Kurková        | Olymp Praha          | definitivo |
| P        | Brooke Smith         | Kansas State         | definitivo |
| S        | Capri Davis          | Lake Ridge HS        | definitivo |
| S        | Alexis Sun           | Texas                | definitivo |
| C        | Callie Schwarzenbach | Kearney HS           | definitivo |

| Cessioni | Cessioni          | Cessioni       | Cessioni   |
| R.       | Nome              | a              | Modalità   |
| -------- | ----------------- | -------------- | ---------- |
| P        | Kelly Hunter      | Beylikdüzü Vİ  | definitivo |
| L        | Sydney Townsend   | -              | ritirata   |
| C        | Briana Holman     | -              | ritirata   |
| S        | Annika Albrecht   | Nantes         | definitivo |
| C        | Allie Havers      | -              | ritirata   |
| C        | Chesney McClellan | Auburn         | definitivo |
| P        | Hunter Atherton   | North Carolina | definitivo |

## Statistiche

### Statistiche di squadra
| Competizione                       | Punti | In casa | In casa | In casa | In trasferta | In trasferta | In trasferta | Campo neutro | Campo neutro | Campo neutro | Totale | Totale | Totale |
| Competizione                       | Punti | G       | V       | P       | G            | V            | P            | G            | V            | P            | G      | V      | P      |
| ---------------------------------- | ----- | ------- | ------- | ------- | ------------ | ------------ | ------------ | ------------ | ------------ | ------------ | ------ | ------ | ------ |
| Big Ten Conference NCAA Division I | .805  | 21      | 18      | 3       | 11           | 8            | 3            | 4            | 3            | 1            | 36     | 29     | 7      |
| Totale                             | .805  | 21      | 18      | 3       | 11           | 8            | 3            | 4            | 3            | 1            | 36     | 29     | 7      |

G = partite giocate; V = partite vinte; P = partite perse

### Statistiche dei giocatori
| Giocatrice       | Big Ten Conference NCAA Division I | Big Ten Conference NCAA Division I | Big Ten Conference NCAA Division I | Big Ten Conference NCAA Division I | Big Ten Conference NCAA Division I | Totale | Totale | Totale | Totale | Totale |
| Giocatrice       | P                                  | PT                                 | AV                                 | MV                                 | BV                                 | P      | PT     | AV     | MV     | BV     |
| ---------------- | ---------------------------------- | ---------------------------------- | ---------------------------------- | ---------------------------------- | ---------------------------------- | ------ | ------ | ------ | ------ | ------ |
| C. Abramovich    | 1                                  | 0                                  | 0                                  | 0                                  | 0                                  | 1      | 0      | 0      | 0      | 0      |
| C. Davis         | 26                                 | 83                                 | 79                                 | 4                                  | 0                                  | 26     | 83     | 79     | 4      | 0      |
| H. Densberger    | 32                                 | 16                                 | 0                                  | 0                                  | 16                                 | 32     | 16     | 0      | 0      | 16     |
| M. Foecke        | 36                                 | 616                                | 514                                | 56                                 | 46                                 | 36     | 616    | 514    | 56     | 46     |
| N. Hames         | 36                                 | 128.5                              | 63                                 | 25.5                               | 40                                 | 36     | 128.5  | 63     | 25.5   | 40     |
| M. Kurková       | 4                                  | 0                                  | 0                                  | 0                                  | 0                                  | 4      | 0      | 0      | 0      | 0      |
| K. Maloney       | 36                                 | 41                                 | 4                                  | 0                                  | 37                                 | 36     | 41     | 4      | 0      | 37     |
| M. Miller        | 29                                 | 21                                 | 1                                  | 0                                  | 20                                 | 29     | 21     | 1      | 0      | 20     |
| C. Schwarzenbach | 36                                 | 239.5                              | 145                                | 94.5                               | 0                                  | 36     | 239.5  | 145    | 94.5   | 0      |
| S. Slaughter     | 10                                 | 26                                 | 25                                 | 1                                  | 0                                  | 10     | 26     | 25     | 1      | 0      |
| B. Smith         | 12                                 | 1                                  | 0                                  | 0                                  | 1                                  | 12     | 1      | 0      | 0      | 1      |
| L. Stivrins      | 36                                 | 428                                | 314                                | 89                                 | 25                                 | 36     | 428    | 314    | 89     | 25     |
| A. Sun           | 28                                 | 388                                | 327                                | 31                                 | 30                                 | 28     | 388    | 327    | 31     | 30     |
| J. Sweet         | 36                                 | 351.5                              | 298                                | 53.5                               | 0                                  | 36     | 351.5  | 298    | 53.5   | 0      |
| A. Szabo         | 9                                  | 4                                  | 2                                  | 2                                  | 0                                  | 9      | 4      | 2      | 2      | 0      |

P = presenze; PT = punti totali; AV = attacchi vincenti; MV = muri vincenti; BV = battute vincenti

NB: I muri singoli valgono una unità di punto, mentre i muri doppi e tripli valgono mezza unità di punto; anche i giocatori nel ruolo di libero sono impegnati al servizio